# Algis Vaitkevičius
Algis Vaitkevičius (* 6. Dezember 1972 in Užtilčiai, Rajongemeinde Vilnius) ist ein litauischer linker Politiker, seit 2023 Vizebürgermeister der Rajongemeinde Vilnius.

## Leben
Nach dem Abitur 1990 an der Mittelschule Kalveliai absolvierte Algis Vaitkevičius von 1990 bis 1995 das Diplomstudium Ingenieurwesen an der Technischen Universität Vilnius in der litauischen Hauptstadt Vilnius, von 1997 bis 2002 das Bachelorstudium der Forstwirtschaft und 2006 das Masterstudium in Ökologie und Umweltstudien an der Fakultät für Forstwirtschaft der Litauischen Universität für Landwirtschaft bei Kaunas.
1995 begann er als Forstarbeiter beim Forstamt Vilnius zu arbeiten. Im Jahr 2000 wurde er zum stellvertretenden Revierförster der Revierförsterei Kalveliai ernannt, 2002 zum Förster von Kalveliai.
Ab Januar 2005 arbeitete er als stellvertretender Forstmeister für Forstwirtschaft im Staatsforstbetrieb Vilnius. 2003 nahm er an Kursen im Thüringer Wald teil. Seit 2023 ist er Vizebürgermeister der Rajongemeinde Vilnius.
Er interessiert sich für die Erhaltung der Natur seiner Heimat, für Landschaftsobjekte (Gutshöfe, Grabhügel, Burghügel), für die Restaurierung von Baudenkmälern und für Fragen der Förderung der öffentlichen Kultur.
Algis Vaitkevičius ist Mitglied von LSDP. Er war Organisator der Forstgewerkschaft LMPF.
Er ist verheiratet und hat einen Sohn.